# Pietroșani (gmina)
Pietroșani – gmina w Rumunii, w okręgu Ardżesz. Obejmuje miejscowości Bădești, Gănești, Pietroșani, Retevoiești i Vărzăroaia. W 2011 roku liczyła 5702 mieszkańców.